# Arthur Wint
Arthur Stanley Wint, MBE (Plowden, 25 de maio de 1920 - Linstead, 19 de outubro de 1992) foi o primeiro campeão olímpico da Jamaica, vencedor dos 400 m rasos em Londres 1948.
Conhecido como Gigante Gentil  - tinha 1,94 m de altura -, aos 17 anos foi eleito o Atleta Jovem da Jamaica e no ano seguinte venceu os 800 metros dos Jogos Desportivos Centro-Americanos, no Panamá.
Em 1942, como integrante da Força Aérea, juntou-se ao plano de treinamento de aviadores de países da Comunidade Britânica e nele, representando o Canadá, estabeleceu o recorde canadense dos 400 m rasos. Em 1943, foi enviado para a Grã-Bretanha como tenente-aviador e lutou na Segunda Guerra Mundial como piloto da RAF. Em 1947, ele deixou a RAF para estudar medicina, num hospital-escola de Londres.

## Jogos Olímpicos
Em 1948, Witt foi a Londres representando a sua Jamaica natal e venceu a prova dos 400 m, sagrando-se o primeiro campeão olímpico jamaicano. Competindo também nos 800 m, ficou com a medalha de prata. Com uma distensão muscular, foi obrigado a abandonar a tentativa de uma terceira medalha no revezamento. Quatro anos depois, em Helsinque 1952, Witt integrou a histórica equipe do revezamento 4x400 m jamaicano (com Leslie Laing, Herb McKenley e George Rhoden - campeão olímpico dos 400 m naqueles Jogos) que ganhou a medalha de ouro e quebrou o recorde mundial da prova (3m03s9) sagrando-se bicampeão olímpico.. Nos 800 m, conquistou mais uma medalha de prata, novamente atrás do norte-americano Malvin Whitfield, o mesmo vencedor de Londres 1948.

## Nova carreira
Witt fez sua última corrida em 1953, no Estádio de Wembley, completou sua residência médica e formou-se doutor, trabalhando em Londres, e no ano seguinte foi sagrado como Membro do Império Britânico (MBE) pela Rainha Elizabeth II.
Em 1955, voltou para a Jamaica e estabeleceu-se como único médico da pequena Hanover, uma paróquia rural da ilha, onde atendeu à população pobre. Na década de 1960 serviu como alto-comissário da Jamaica no Reino Unido e entre 1974 e 1978, como embaixador na Suécia e na Dinamarca.
Morreu na pequena localidade de Linstead, em 1992, aos 72 anos. Seu funeral teve a presença do primeiro-ministro, do líder da oposição ao governo e de velhos amigos rivais do atletismo. Foi imortalizado com uma estátua na entrada do Estádio Nacional de Kingston, capital do país.